# Avishai Margalit
Pour les articles homonymes, voir Margalit.
Avishai Margalit (en hébreu : אבישי מרגלית) est un philosophe et universitaire israélien né en 1939. Il est l'auteur de travaux de philosophie politique, de philosophie sociale et de philosophie du langage.

## Biographie
Avishai Margalit est né en 1939 en Palestine mandataire. Après des études de philosophie et d'économie, il obtient un Ph.D. summa cum laude en 1970 à l'Université hébraïque de Jérusalem, où il devient professeur.
Il publie en 1996 La Société décente. Le terme décente qualifie une société dont les institutions ne donnent pas lieu aux citoyens de se sentir humiliés, l'absence d'humiliation collective étant une exigence primordiale selon Margalit avant toute recherche d'une société juste.
Avishai Margalit a été professeur invité dans de nombreuses universités dont l'Université d'Oxford, l'Université Harvard et l'Université libre de Berlin. Il a obtenu une chaire à l'Institute for Advanced Study de Princeton  et collabore à la New York Review of Books.
Il a obtenu en 2001 le Spinozalens, prix décerné par l'International Spinoza Foundation .
Ses analyses de philosophie politique ont porté notamment sur le conflit israélo-palestinien. Avishai Margalit compte au nombre des membres fondateurs du mouvement israélien La paix maintenant  ainsi que de l'ONG B'Tselem . Il s'est aussi intéressé au devoir de mémoire et à ce qu'il nomme une « éthique de la mémoire », une « mémoire partagée », « une communauté de mémoire » : la société doit se donner les moyens de se souvenir pour ne pas répéter ses erreurs, idée qu'il développe en 2002 dans un livre intitulé L'Éthique de la mémoire. Pour lui, La recherche de la connaissance est aussi « un exercice de réminiscence, c'est-à-dire un effort pour rappeler et se souvenir de ce que nous savions autrefois », phrase mise en avant mi-2020 par Richard Horton dans The Lancet au moment de tirer les premiers bilans de la gestion de la pandémie de COVID-19, « afin que les connaissances que nous acquérons (pour la gestion des pandémies) ne soient jamais oubliées ».
En mai 2012, il reçoit le "Philosophical Book Award by FIPH" (le prix du livre philosophique par FIPH).
En septembre 2012, il a reçu le prix Ernst Bloch

## Œuvres
- (en) Meaning and Use, Kluwer Academic Publishers, 1979.
- (en) Isaiah Berlin: A celebration, coécrit avec Edna Ullmann-Margalit [7], University of Chicago Press, 1991.
- (en) Idolatry, Harvard University Press, 1992.
- La Société décente [« The Decent Society (Harvard University Press, 1996) »]  (trad. de l'anglais), Climats, 1999 (ISBN 2-8415-8083-0)
- L'Éthique du souvenir [« The Ethics of Memory (Harvard University Press, 2002) »]  (trad. de l'anglais), Paris, Climats, 2006 (ISBN 2-08-210544-X)
- L'Occidentalisme : une brève histoire de la guerre contre l'Occident [« Occidentalism:A Short History of Anti-Westernism (Penguin Books, 2004) »]  (trad. de l'anglais, coécrit avec Ian Buruma), Paris, Climats, 2006 (ISBN 2-08-213127-0)
- Du compromis et des compromis pourris : Réflexion sur les paix justes et injustes [« On Compromis and Rotten Compromises (Princeton University Press, 2010) »]  (trad. de l'anglais), Denoël, 2012 (ISBN 978-2-207-11123-9)